# Leptocleidus
Leptocleidus és un gènere de pliosauroides leptocleídids que visqueren en el Cretaci superior, en el que avui és Anglaterra i Sud-àfrica.